# Operação Flecha Negra
Operação Flecha Negra (em hebraico:  מבצע חץ שחור Mivtza Ḥetz Shaḥor) foi uma operação militar israelense realizada em Gaza (enquanto estava sob controle egípcio) em 28 de fevereiro de 1955. A operação teve como alvo o exército egípcio. Trinta e oito soldados egípcios foram mortos durante a operação, assim como oito israelenses.
As ações de Israel foram condenadas por unanimidade pela Resolução 106 do Conselho de Segurança das Nações Unidas.

## Antecedentes
A Guerra Árabe-Israelense de 1948 resultou em uma vitória israelense decisiva. No entanto, as nações árabes permaneceram intransigentes e só estavam dispostas a assinar acordos de armistício com Israel. Assim, surgiu uma situação estática de “sem guerra, sem paz”. Além disso, centenas de milhares de refugiados árabes agora estão acampados ao longo das fronteiras porosas de Israel. Os refugiados viviam na miséria e eram mantidos sob lei marcial. Os governos árabes, mas em particular o Egito, percebendo o descontentamento dos refugiados, aproveitaram a oportunidade para recrutar palestinos amargurados para ações armadas contra Israel. A princípio, as infiltrações e transgressões fronteiriças assumiram a forma de pequeno banditismo e pequenos furtos. No entanto, em 1954, a inteligência militar egípcia estava assumindo um papel ativo no fornecimento de várias formas de apoio à atividade fedayeen palestina. Após um ataque dos fedayeen, Israel decidiu tomar uma ação decisiva contra o Egito por seu patrocínio aos palestinos e iniciou a Operação Flecha Negra.

## Casus belli
Em 25 de fevereiro de 1955, infiltrados árabes assassinaram um civil israelense na cidade de Rehovot. Um dos militantes que foi perseguido e morto pelas forças israelenses estava de posse de documentos que o ligavam à inteligência militar egípcia. O ministro da Defesa, David Ben-Gurion, e o Chefe do Estado-Maior, General Moshe Dayan, exigiram uma resposta dura contra aqueles que se acredita terem patrocinado a atrocidade. O primeiro-ministro Moshe Sharett estava mais hesitante, mas objetou.

## Ataque
Em 28 de fevereiro, Ariel Sharon, comandante da Brigada Pára-quedista recebeu o aval para iniciar a Operação Flecha Negra. Naquela noite, uma força de 150 paraquedistas, liderada por Aharon Davidi e Danny Matt, atacou uma base egípcia perto da cidade de Gaza. Um comboio de socorro militar egípcio foi emboscado no caminho. No total, trinta e sete ou trinta e oito soldados egípcios foram mortos e muitos mais feridos pela perda de oito israelenses.

## Consequências
No Egito havia uma sensação de humilhação. Desde a Guerra Árabe-Israelense de 1948, os egípcios não haviam sofrido tamanho golpe. O ataque israelense foi condenado por unanimidade pelo Conselho de Segurança das Nações Unidas. Em resposta, o presidente Gamal Abdel Nasser decidiu fechar o Golfo de Aqaba ao tráfego marítimo e aéreo israelense. Ele também aumentou o apoio aos ataques dos fedayeen palestinos, que convidaram a ataques de retaliação israelenses ainda mais severos, como a Operação Elkayam (72 egípcios mortos em combate) e a Operação Vulcão (81 egípcios mortos, 55 capturados). As tensões entre o Egito e Israel acabaram levando Israel a participar da invasão da Península do Sinai e do Canal de Suez ao lado do Reino Unido e da França (que tinham diferentes motivações para a invasão), na qual os egípcios foram derrotados e as bases fedayeen dissolvidas.

## Memorial
Um memorial para esta operação e outras operações dos paraquedistas da FDI está situado entre o kibutz Mefalsim e a Faixa de Gaza. Até 5 versículos da Bíblia são citados em diferentes cantos do memorial.